# بروس ماكليود
بروس ماكليود هو سياسي نيوزيلندي، ولد في 1890، وتوفي في 1966.